# ポウェルヴェナトル

ポウェルヴェナトルとヒトとの大きさの比較図

ポウェルヴェナトル（学名 Powellvenator 「ハイメ・ポウェル（人名）のハンター」の意味）は、現在のアルゼンチン北西部に後期三畳紀ノーリアン期に生息していた、コエロフィシス上科の恐竜の属。ポウェルヴェナトルの化石は、イスチグアラスト＝ビジャ・ウニオン盆地のロスコロラド層で発見された。模式種であるポウェルヴェナトル・ポドシトゥスは、2017年にマーティン・エスクラによって命名された。ポウェルベナトル等とも表される。